# 소금

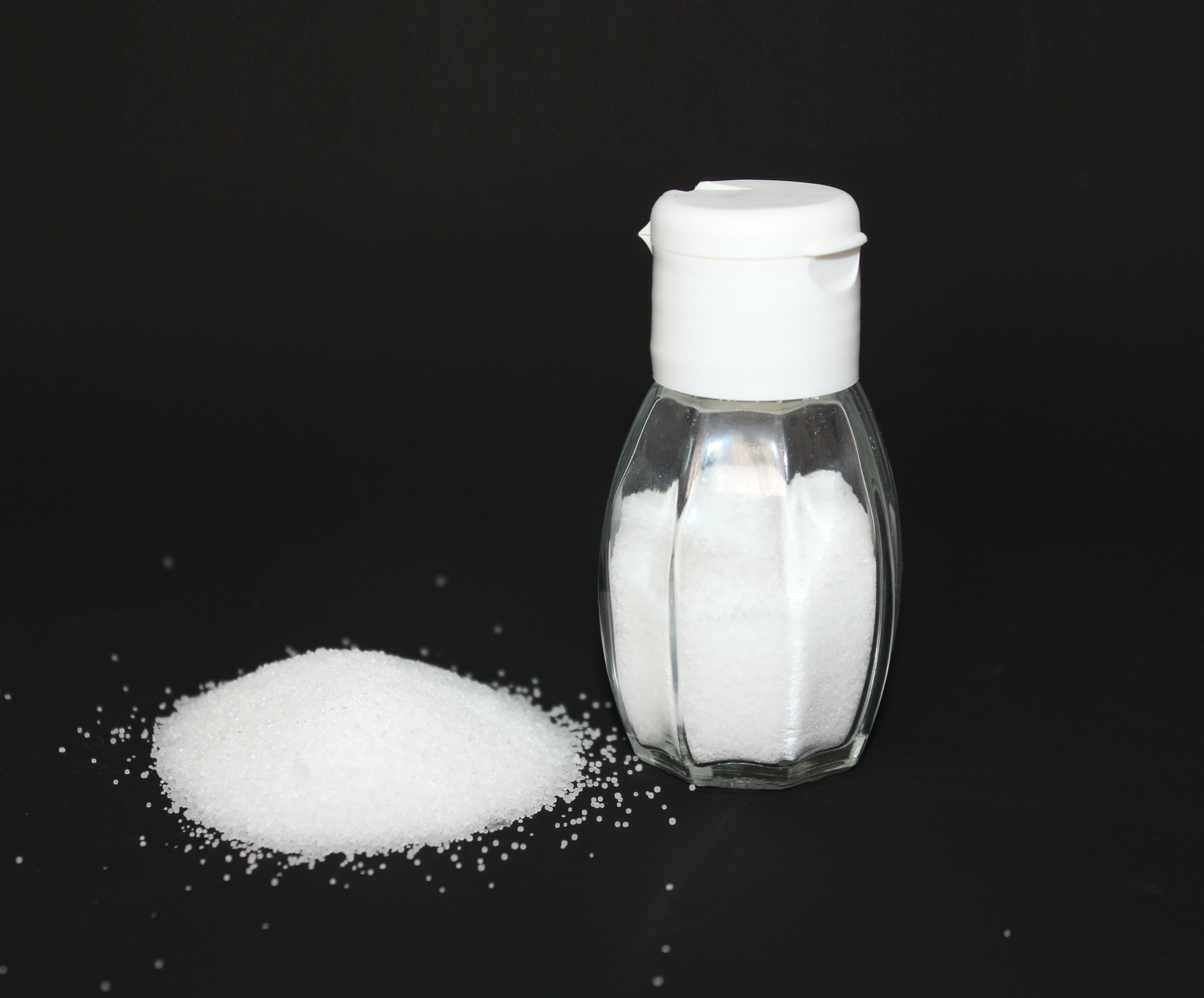
소금

소금(common salt)은 염화 나트륨(NaCl, sodium chloride)을 주성분으로 하는 짠맛의 물질이며, 식염(食鹽, table salt)이라고도 한다. 소금은 체액에 존재하며, 삼투압 유지에 중요한 구실을 하므로 사람이나 동물에게 중요하다. 그 밖에도 체액이 알카리성을 띠도록 유지하고, 완충물질로는 산과 알칼리 평행을 유지시켜 준다. 바닷물의 약 3%가 염분으로 이루어져 있어 바닷물에서 구할 수 있으며, 이는 천연적인 방법이지만 인공으로도 생산할 수 있다. 물 대신 소금물을 마시면 오히려 갈증을 느낀다.

## 역사

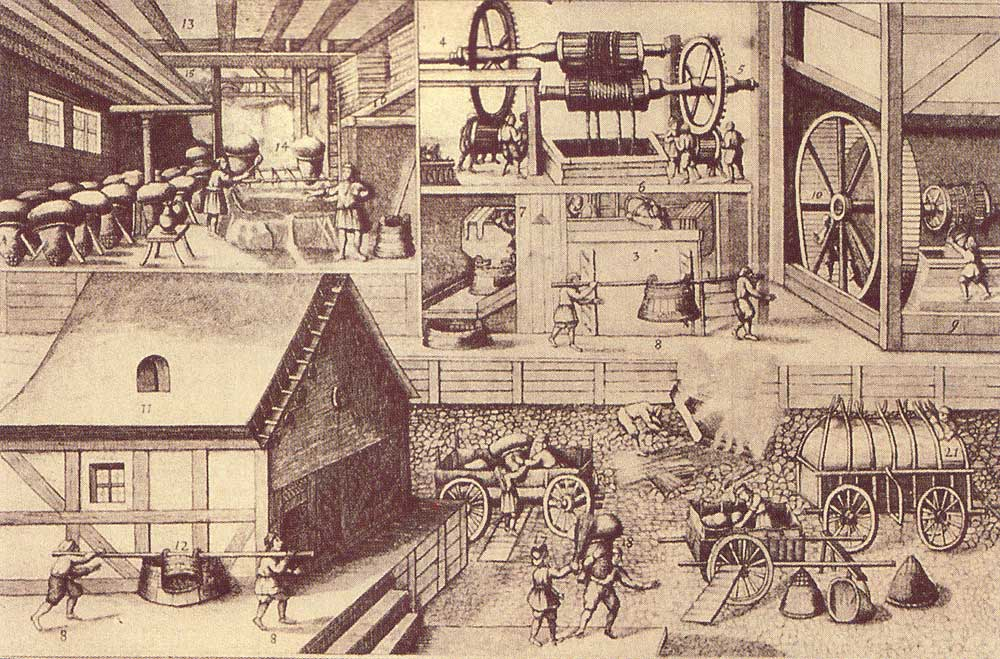
할레에서의 소금 생산 (1670년)

인간은 소금의 원천이 되는 장소나, 소금을 교역할 수 있는 장소 주위에서 공동체를 형성하는 경향이 늘 있어왔다.
역사를 통틀어 소금의 이용이 문명에 주축이 되어왔다. 보수의 영어 낱말 "salary"(샐러리)는 소금을 가리키는 라틴어 낱말인 Sal에서 비롯되었는데, 이는 로마 군단들이 가끔은 소금으로 보수를 받았기 때문으로, 금의 무게와 가치가 거의 동등했다. 영국에서 -wich로 끝나는 지역 이름은 한때 소금의 원천이었다는 것을 의미하며, 잉글랜드의 샌드위치나 노리치를 예로 들 수 있다. 나트룬 밸리는 북쪽으로까지 이집트 제국을 지원하였던 핵심 지역이었는데, 그 이유는 이름 나트룬에서 말해주듯이 일종의 소금을 공급해 주었기 때문이다.
이 일 이전에도 유럽에서 이와 비슷한 지역으로 불가리아의 솔니차타가 있으며, 기원전 5400년 이후로 소금이 있는 발칸반도로 알려진 지역인 소금 광산이었다. "솔니차타"라는 이름 자체도 "솔트 워크"(salt work)를 뜻한다.
한국에서는 고구려시대 소금을 해안지방에서 운반해 왔다는 기록이 있고, 고려시대에는 왕실에서 전매제를 운영하였다. 조선시대에는 소금을 생산하는 어민들에게 일정한 세금을 징수하고 자유로운 유통과 처분의 권한을 부여하는 사염제과 국가에서 직접 소금을 굽는 관염제를 병행하였다. 일본식 천일제염법이 개화기에 도입되기 전에는 가마솥에 바닷물을 넣어 끓어 소금을 얻었는데 이를 자염이라고 부른다.

## 소금 제조법
- 암염(천연으로 산출되는 염화소듐(염화나트륨)의 결정)을 채굴한다. (유럽, 북아메리카)
- 염전에서 천일제염법으로 만든 천일염이 있다. (서유럽, 멕시코, 오스트레일리아, 한국 등)
- 해수를 농축하여 끓여 결정을 분별해낸다. (한국 전통 생산방식 자염)
- 식염천 등의 소금물을 가져와서 끓여 결정을 분별한다.
- 수산화소듐(수산화 나트륨) 또는 탄산소듐(탄산 나트륨)과 염산을 섞어 가열한다.
- 탄산소듐 수용액과 염화 칼슘 수용액을 섞은 후 거르고 가열한다.[5]
- 전기분해 및 이온교환수지 - 전기분해로 나트륨과 염소이온의 선별적인 이온수지막(membrane) 투과를 이용해 99%의 순도에 가까운 정제염을 얻을 수 있다.[6]

## 영양 성분표
식품 포장에는 영양 성분표 안에 염분 대신 나트륨만 기재되어 있는 경우가 많다. 이것은 고혈압의 요인으로 식염(먹을 수 있는 소금)의 양보다 오히려 나트륨 섭취량을 중요하게 여기기 때문이다. 세계보건기구의 하루 권장 섭취량은 소금으로 5g, 염화나트륨으로 2g이다.
소금은 상온에서 극히 안정적인 무기 물질이며, 썩지 않는다. 따라서 소금 제품에 유효 기한을 설정하지 않는다. 단 천일염의 경우 호염성 세균이 생존 가능하다.

## 천일염에 대한 여러 나라의 반응
- 대한민국에서는 천일염을 건강식품으로 여기고 있으나, 한 때 천일염의 제조 과정에서 불순물이 들어갈 수 있다는 이유로 1963년 염관리법 제정시 광물로 분류됐었고, 1992년에 천일염을 식품공전에서 제외함으로써 식품으로의 사용을 제한했었다. 하지만 2005년부터 1년간 천일염에 대한 정밀분석이 이뤄졌고, 문제가 없다는 식약청의 판단 하에 2008년 3월 28일 다시 식품공전에 천일염이 기입되고, 염관리법의 개정으로 천일염이 식품으로 인정받았다. 천일염은 생산 직후 염도가 85% 수준으로 오래 묵힐수록 쓴 맛이 나는 염화마그네슘 간수가 빠져 가격이 올라가며 염도가 정제염에 가깝게 높아질수록 좋은 소금으로 친다. 국내 대부분의 천일염은 장판염이며 이로 인한 합성 유해성분의 혼입과 염전 주변 함초를 제거하기 위한 농약 사용, 생산인력의 비위생적인 오물처리 등의 위생문제가 제기되고 있으며 정제염 대비 장점으로 홍보하는 덜 짠 맛과 미네랄에 대해서는 그 종류와 섭취 가치에 의문이 제기되고 있다.
- 유럽 연합에서는 CODEX 기준(염도 97% 이상)을 적용하고 있지만, 프랑스의 경우 프랑스 국내 천일염 생산자 조합의 활동에 따라 천일염의 염화 나트륨 함유율을 94% 이상으로 정의하는 조례가 2007년 4월 24일에 성립되었다.

## 종교에서의 이용

### 가톨릭 전례
어른 입교 예식에서는 주교회의의 판단에 따라 예비 신자로 받아들이는 예식에서 성당으로 입장하기 전이나 후에 소금이나 십자가나 거룩한 패를 주거나 다른 상징적 예식을 거행하여 교회 공동체에 받아들인다는 뜻을 드러낼 수 있게 하였다.
주일 미사에는 통상적인 참회 예식 대신에 성수 예식을 하는 것이 바람직하다. 성수 축복에서 백성의 전통에 따라 성수 축복 때에 소금을 넣는 곳에서는 집전자가 소금을 축복한 다음 물에 넣는다. 성수 축복에서 소금을 넣는 관습을 보존하기로 한다면, 파스카 성야의 성수 축복에도 소금을 넣을 수 있다. 다만, 세례수 축복에서는 제2차 바티칸 공의회 이후로 더 이상 소금을 넣지 않는다.

### 유대교
유대교에서는 안식일을 위한 키뒤시를 진행하는 동안 빵에 소금기가 없으면 소금을 빵에 더하거나, 아니면 소금기가 있는 빵을 취할 것을 권한다. 하나님과 사람들 간의 서약을 보존하기 위해 유대인들은 안식일 빵에 소금을 더한다.

## 같이 보기
- 링거액
- 설탕
- 천일염